# Croisade de Bosnie
 (février 2025).
La mise en forme du texte ne suit pas les recommandations de Wikipédia : il faut le « wikifier ».
Les points d'amélioration suivants sont les cas les plus fréquents. Le détail des points à revoir est peut-être précisé sur la page de discussion.
- Les titres sont pré-formatés par le logiciel. Ils ne sont ni en capitales, ni en gras.
- Le texte ne doit pas être écrit en capitales (les noms de famille non plus), ni en gras, ni en italique, ni en « petit »…
- Le gras n'est utilisé que pour surligner le titre de l'article dans l'introduction, une seule fois.
- L'italique est rarement utilisé : mots en langue étrangère, titres d'œuvres, noms de bateaux, etc.
- Les citations ne sont pas en italique mais en corps de texte normal. Elles sont entourées par des guillemets français : « et ».
- Les listes à puces sont à éviter, des paragraphes rédigés étant largement préférés. Les tableaux sont à réserver à la présentation de données structurées (résultats, etc.).
- Les appels de note de bas de page (petits chiffres en exposant, introduits par l'outil «  Source ») sont à placer entre la fin de phrase et le point final[comme ça].
- Les liens internes (vers d'autres articles de Wikipédia) sont à choisir avec parcimonie. Créez des liens vers des articles approfondissant le sujet. Les termes génériques sans rapport avec le sujet sont à éviter, ainsi que les répétitions de liens vers un même terme.
- Les liens externes sont à placer uniquement dans une section « Liens externes », à la fin de l'article. Ces liens sont à choisir avec parcimonie suivant les règles définies. Si un lien sert de source à l'article, son insertion dans le texte est à faire par les notes de bas de page.
- La présentation des références doit suivre les conventions bibliographiques. Il est recommandé d'utiliser les modèles {{Ouvrage}}, {{Chapitre}}, {{Article}}, {{Lien web}} et/ou {{Bibliographie}}. Le mode d'édition visuel peut mettre en forme automatiquement les références.
- Insérer une infobox (cadre d'informations à droite) n'est pas obligatoire pour parachever la mise en page.

Pour une aide détaillée, merci de consulter Aide:Wikification.
Si vous pensez que ces points ont été résolus, vous pouvez retirer ce bandeau et améliorer la mise en forme d'un autre article.
La croisade de Bosnie, menée de 1235 à 1241 contre des hérétiques non spécifiés, a essentiellement été une guerre de conquête du Royaume de Hongrie contre le Banat de Bosnie, justifiée et approuvée par l'Église sous le statut de croisade. Menés par un prince hongrois, Coloman, les croisés ne réussirent à conquérir que des parties périphériques du pays. Ils furent suivis par les Dominicains, qui érigèrent une cathédrale et mirent à mort quelques hérétiques en les brûlant.
La croisade prit fin brusquement lorsque la Hongrie elle-même fut envahie par les Mongols lors de l'invasion mongole de l'Europe. Les croisés furent contraints de se retirer et d'affronter leurs propres envahisseurs, la plupart d'entre eux périssant, y compris Coloman. Les papes ultérieurs ont appelé à davantage de croisades contre la Bosnie, mais aucune n'a jamais eu lieu. L'échec de la croisade a engendré une méfiance et une haine envers les Hongrois parmi les Bosniaques qui ont perduré pendant des siècles.

## Arrière-plan
Plusieurs croisades furent lancées contre la Bosnie, un pays longtemps considéré comme infesté d'hérésie par le reste de l'Europe catholique et l'Europe orthodoxe. La première croisade fut évitée en avril 1203, lorsque les Bosniaques sous la direction du Ban Kulin promirent de pratiquer le christianisme selon le rite catholique romain et reconnurent la suprématie spirituelle du pape. Kulin a également réaffirmé la suprématie séculaire des rois de Hongrie sur la Bosnie. Dans les faits, l’indépendance de l’Église bosniaque et du Banat de Bosnie a continué de croître.
Au plus fort de la croisade des Albigeois contre les Cathares français dans les années 1220, une rumeur éclata selon laquelle un « antipape cathare », appelé Nicétas, résidait en Bosnie. On n'a jamais su avec certitude si Nicétas avait existé, mais la Hongrie voisine a profité de cette rumeur pour reprendre sa suzeraineté sur la Bosnie, qui devenait de plus en plus indépendante. Les Bosniaques furent accusés d'être favorables au bogomilisme, une secte chrétienne étroitement liée au catharisme et également dualisme. En 1221, cette préoccupation poussa finalement le pape Honorius III à prêcher une croisade contre la Bosnie. Il répéta cette initiative en 1225, mais des problèmes internes empêchèrent les Hongrois de répondre à son appel.
Le successeur d'Honorius III, le pape Grégoire IX, accusa l'évêque catholique de Bosnie lui-même d'abriter des hérétiques, en plus de l'analphabétisme, de la simonie, de l'ignorance de la formule baptismale et de l'absence de célébration de la messe et des sacrements. Il fut destitué en 1233 et remplacé par un prélat dominicain allemand, Jean de Wildeshausen, premier évêque non bosniaque de Bosnie. La même année, le Ban Matej Ninoslav abandonna une hérésie non spécifiée, mais cela ne satisfit pas Grégoire IX.

## Conflit
En 1234, le pape Grégoire IX lança un nouvel appel à la croisade et, cette fois, la Hongrie répondit volontiers. Il est possible que les Bosniaques n'aient pas réussi à aligner leur église sur Rome, mais la croisade a en fait servi d'excuse parfaite aux Hongrois pour étendre leur autorité. Grégoire IX promit des indulgences aux futurs croisés et confia à Coloman, le fils cadet d'André II et frère de Béla IV, l'exécution de l'action militaire. Coloman et ses partisans furent placés sous la protection du Saint-Siège. Les lettres envoyées par le pape à Coloman et à l’évêque de Bosnie ne mentionnent ni les ennemis ni la région visée de manière explicite. Il y fait référence sous le terme de « Slavonie » et ne mentionne les « terres de Bosnie » que dans sa lettre à l’évêque. On considère généralement que par « Slavonie », il désignait la Bosnie et ses environs, les terres slaves, ou même la Slavonie au sens strict. Le fait que l’évêque de Bosnie ait été informé montre clairement que la Bosnie elle-même était visée. L'action semble avoir été menée contre les Bosniaques en général, car seuls les « hérétiques » sont mentionnés ; il est sous-entendu dans une source que la croisade était dirigée contre les dualistes.
Les batailles commencèrent en 1235, mais l'armée hongroise n'atteignit la Bosnie que trois ans plus tard. Le retard a peut-être été causé par la résistance dans le nord du pays à Soli, où le terrain montagneux a aidé « de nombreux hérétiques Bosniaques » à combattre les croisés. En août 1236, le pape Grégoire IX ordonna aux croisés de ne pas importuner le père de Matej Ninoslav, Sibislav, le knez d'Usora, ni sa mère, qui étaient tous deux de « bons catholiques » parmi les nobles hérétiques, « des lys parmi les épines ». Vrhbosna est apparemment tombée en 1238, lorsqu'une cathédrale a été construite par les Dominicains, qui ont suivi les croisés. Les croisés ne réussirent cependant pas à conquérir toute la Bosnie, car Matej Ninoslav continua à agir comme ban tout au long du conflit dans les parties centrales de la Bosnie, où les Dominicains ne mirent jamais les pieds. L'ordre prit le contrôle de l' Église catholique en Bosnie, qui était désormais dirigée par un nouvel évêque, le Hongrois Ponsa. Les Dominicains ont rapporté que certains hérétiques ont été brûlés sur le bûcher, mais ne semblent pas avoir découvert quoi que ce soit sur la nature de l’hérésie. Les croisés ont ensuite atteint le sud de Zachlumie ou avaient l'intention de le faire.

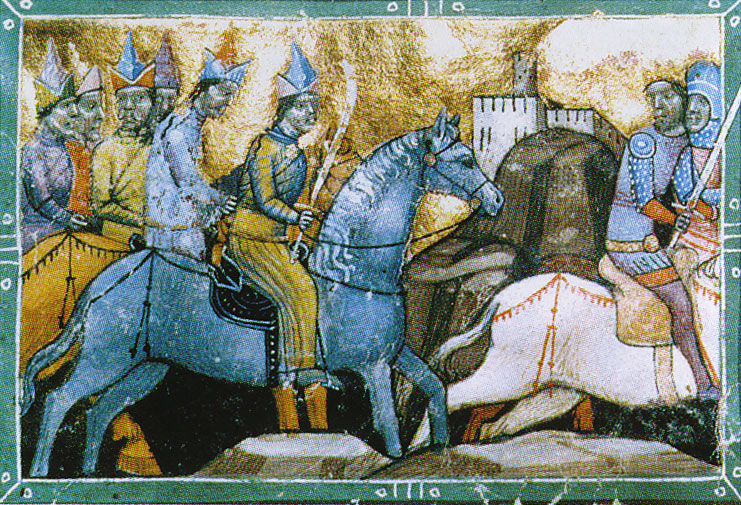
Hongrois fuyant les envahisseurs mongols

Puis, en 1241, l’invasion mongole de l’Europe sauva la Bosnie. Les Mongols sous Batu Khan, après avoir soumis et dévasté la Rus' de Kiev, envahirent la Hongrie. Les troupes hongroises ont été obligées de se retirer de Bosnie et de faire face à leurs propres envahisseurs. Une grande partie de leur armée fut anéantie lors de la bataille de Mohi. Coloman, le commandant des croisés, était parmi ceux qui ont été tués. Les Mongols pillèrent la Dalmatie, la Croatie, la Zeta, la Serbie et la Bulgarie. Leur attaque s’est avérée désastreuse pour tous les Balkans, à l’exception de la Bosnie. Les croisés furent anéantis et ne revinrent jamais. Après ce qui s’est révélé être une guerre de conquête hongroise, approuvée sous le statut de croisade, la Bosnie a récupéré les territoires occupés et conservé son indépendance.

## Conséquences et héritage
La menace d’une nouvelle persécution religieuse en Bosnie réapparut quelques années après la guerre. Le pape Innocent IV commença à exhorter les Hongrois à entreprendre une autre croisade à la fin de 1246 et en 1247, et ils semblèrent disposés à le faire. Matej Ninoslav a soutenu qu'il s'était associé aux hérétiques uniquement pour défendre la Bosnie contre les envahisseurs hongrois. Il semble avoir convaincu Innocent IV, qui suspendit la croisade en mars 1248.
Une croisade contre la Bosnie fut à nouveau prêchée en 1337-1338 et en 1367 par les papes Benoît XII et Urbain V, respectivement, mais dans des circonstances politiques radicalement différentes. La Hongrie fut gouvernée par une nouvelle dynastie, les Angevins capétiens, qui soutenaient les dirigeants Kotromanić de Bosnie. Le roi Charles Robert déclara un jour que tout Hongrois qui attaquerait la Bosnie, dirigée par Stjepan II (ban de Bosnie), serait considéré comme un traître.